# Calorimetria

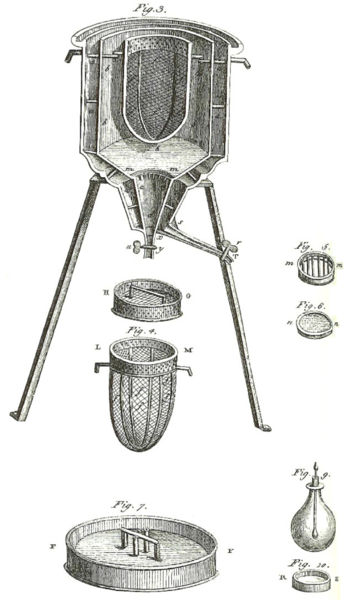
Primer calorímetre (1782-83) usat per Antoine Lavoisier i Pierre-Simon Laplace, basat en el descobriment del calor latent per part de Joseph Black.

La calorimetria és la ciència de mesurar la calor produïda per les reaccions químiques o els canvis físics. La calorimetria fa servir els calorímetres. El científic escocès Joseph Black va ser el primer a distingir els conceptes de calor i temperatura, i es considera el fundador de la calorimetria.
La calorimetria indirecta calcula la calor  que els organismes vius produeixen per la seva producció de diòxid de carbonii nitrogen que excreten (freqüentment amoni en els organismes aquàtics o urea en els terrestres) o pel seu consum d'oxigen.
Lavoisier advertí l'any 1780 que es pot fer la predicció de la producció de calor a partir del consum d'oxigen utilitzant la regressió múltiple. Naturalment també, en éssers vius, es pot mesurar per la calorimetria directa, ficant tot l'organisme viu dins un calorímetre.
Actualment es fa servir molt el calorímetre d'escaneig diferencial un aparell que permet obtenir dades tèrmiques sobre quantitats petites de material. Implica escalfar una mostra a una taxa controlada i registrar el flux de calor ja sigui dins o des d'un espècimen.
Un calorímetre pot funcionar ja sigui a pressió constant, i en aquest cas la calor posada en joc en el calorímetre és igual a una variació d'entalpia, o ja sigui a volum constant en la bomba calorimètrica i en aquest cas la calor que hi participa és igual a un canvi en l'energia interna.
La calor no és una funció d'estat, la quantitat de calor posada en joc durant una transformació depèn de la manera com es desenvolupa la transformació.

## Principis bàsics
El calorímetre és un sistema termodinàmic aïllat que no intercanvia cap energia amb el medi exterior (ni treball, ni calor). La seva paret és indeformable i adiabàtica. Aleshores W = 0  i Q = 0.
Com no hi ha cap canvi de calor amb l'exterior la suma de les calor intercanviades Qi dins del calorímetre és nul·la: ∑ Qi = 0.
La calor posada en joc per cada cos per arribar a l'equilibri de temperatura te, si no hi ha canvi d'estat ni una reacció química està donada per la relació:
- {\displaystyle Q_{i}=m_{i}C_{i}(t_{e}-t_{i})~}

Aplicant la relació de la calorimetria ∑ Qi = 0.
S'obté:
- {\displaystyle \Sigma m_{i}C_{i}(t_{e}-t_{i})=0~}

i :

## Càlcul clàssic de la calor amb un calorímetre
La calorimetria requereix que el material que ha de ser escalfat tingui definides les seves propietats tèrmiques. La regla de Clausius i el baró Kelvin, és que la calor emanada pel material calorimètric està ràpidament i completament determinada únicament per la seva temperatura i volum, aquesta regla és per canvis que no impliquin un canvi de fase. Tanmateix hi ha molts materials que no compleixen amb aquesta regla.

### Calorimetria a volum constant (Bomba calorimètrica)
La calorimetria a volum constant és la calorimetria efectuada a un volum constant. Això implica fer servir un calorímetre a volum contant. La calor es mesura encara pels principis clàssics de la calorimetria.

## Connexió entre calorimetria i termodinàmica
La termodinàmica es va desenvolupar gradualment a la primera meitat del segle xix, basant-se en la teoria de la calorimetria i altres descobriments.
En termes de termodinàmica, l'energia interna {\displaystyle U\ } del material calorimètric es pot considerar com el valor d'una funció {\displaystyle U(V,T)\ } de {\displaystyle (V,T)\ }, amb derivades parcials {\displaystyle {\frac {\partial U}{\partial V}}\ } i {\displaystyle {\frac {\partial U}{\partial T}}\ }.
Es pot escriure una versió termodinàmica de les regles calorimètriques:
{\displaystyle \delta Q\ =\left[p(V,T)\,+\,\left.{\frac {\partial U}{\partial V}}\right|_{(V,T)}\right]\,\delta V\,+\,\left.{\frac {\partial U}{\partial T}}\right|_{(V,T)}\,\delta T}
amb
{\displaystyle C_{T}^{(V)}(V,T)=p(V,T)\,+\,\left.{\frac {\partial U}{\partial V}}\right|_{(V,T)}\ }
i
{\displaystyle C_{V}^{(T)}(V,T)=\left.{\frac {\partial U}{\partial T}}\right|_{(V,T)}\ }.